# Welcome to Humanoid City Tour
Pour les articles homonymes, voir Humanoid.
Tournées par Tokio Hotel
1000 Hotels World Tour 
(2008) Feel It All World Tour 
(2015)
Welcome to Humanoid City Tour est la quatrième tournée du groupe de rock allemand Tokio Hotel.

## Historique

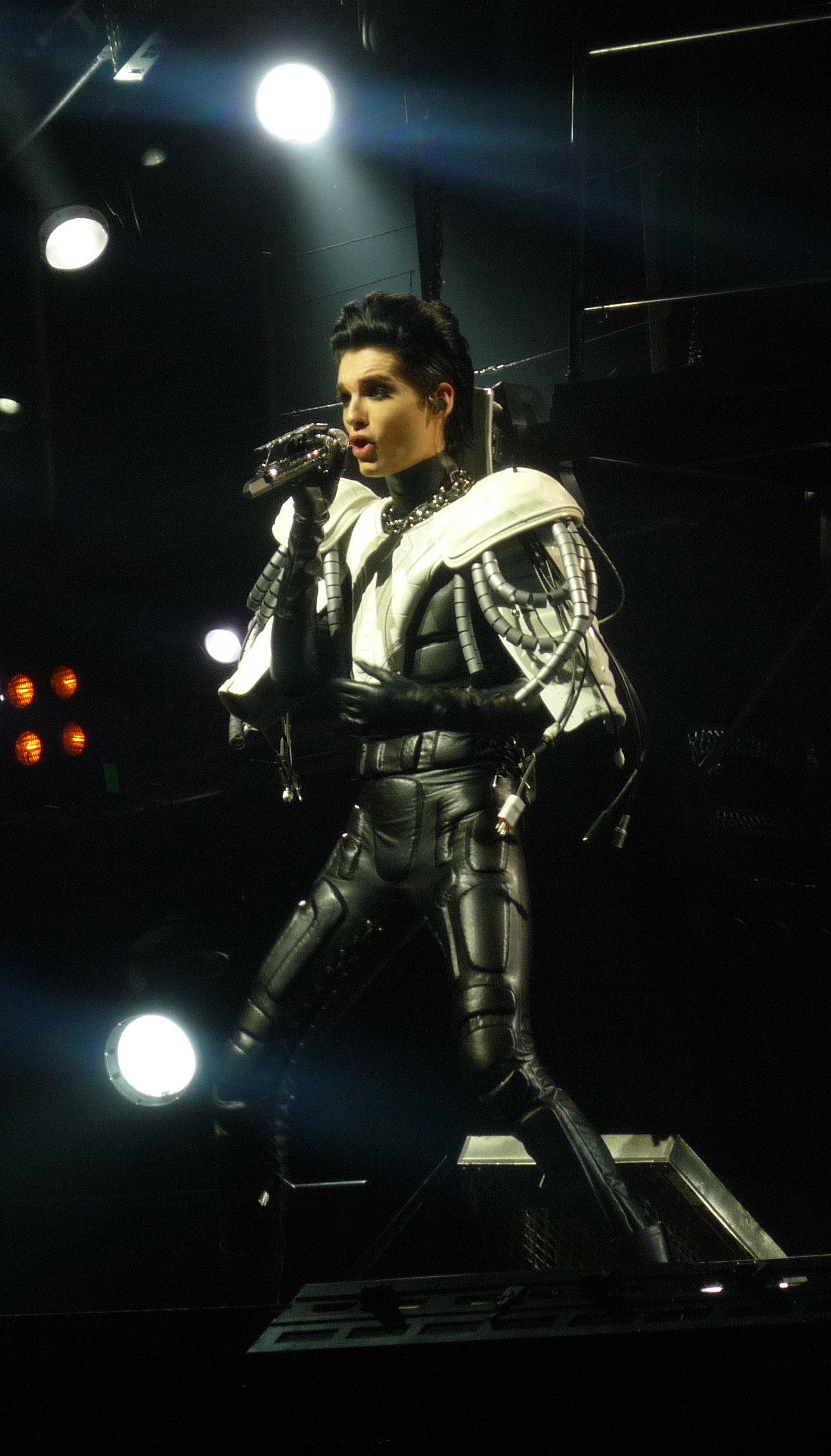

- Le Virtual Experience Tour 2009 est une tournée où une vidéo en 3D d'un concert précédent sera diffusée dans plusieurs salles en octobre. Le concert sera affiché dans la salle en trois dimensions, comme si le groupe était réellement là ! Les diffusions presque "holographiques" auront lieu dans des Media Markt de différentes villes ("Saturn" en France). Des pages officielles pour ces concerts "spéciaux" ont été mises en ligne, nous apportant une bande-annonce et des informations. Le concert en 3D dure environ 25 minutes.

- Les dates en Europe de la tournée 2010 ont été annoncées officiellement le jeudi 22 octobre 2009. Après de nombreux succès dans les charts, le groupe Tokio Hotel va présenter dans quelques semaines son album Humanoid et ses plus gros tubes lors d’une nouvelle tournée européenne. La tournée commencera le 22 février et se déroulera dans 32 villes dans les plus grandes salles de concert. Le spectacle risque d’être phénoménal, le groupe a fait appel à un designer de renom, Misty Buckley (Muse, Anastacia…). Bill Kaulitz a fait appel à Dan and Dean de DSQUARED pour les costumes. Ils se sont fait connaître dernièrement en ayant conçu tous les costumes de la dernière tournée mondiale de Britney Spears, The Circus Tour.

- Le DVD Live de la tournée Welcome to Humanoid city tour a été filmé à Milan. Humanoid City Live  est sorti le lundi 19 juillet 2010 en Europe. Il a été tourné lors de l'avant dernier concert de la partie européenne à Milan.

- La tournée du groupe passe pour la première fois en Asie (excepté l'Israël). Elle est passée par Singapour, Taiwan et en Malaisie. Une date au Japon est en préparation pour 2011. En novembre, le groupe est aussi passé en Amérique du Sud pour la première fois pour des concerts complets dans toutes les villes, mais un concert à Monterrey s'est vu être annulé par le groupe pour raison d'insécurité. Toutes les places ont été remboursées.

## Liste des titres
| Titres en allemand : 1. Komm 2. Menchen Suchen Menschen 3. Ich Brech' Aus 4. Kampf der Liebe 5. Lass uns Laufen 6. Hey You 7. Alien (German Version) 8. Übers Ende der Welt 9. Humanoid (German & Acoustic Version) 10. Geisterfahrer 11. Dogs Unleashed 12. Träumer 13. In your Shadow (I can Shine) 14. Automatisch 15. Screamin' 16. 'Sonnensystem 17. Zoom (German Version) 18. Durch den Monsun 19. Für Immer Jetzt | Titres en anglais : 1. Noise 2. Human connect To Human 3. Break Away 4. Pain of Love 5. World behind my Wall 6. Hey You 7. Alien (English Version) 8. Ready, Set, Go! 9. Humanoid (German & Acoustic Version) 10. Phantomrider 11. Dogs Unleashed 12. Love & Death 13. In your Shadow (I can Shine) 14. Automatic 15. Screamin' 16. Darkside Of The Sun 17. Zoom Into Me(English Version) 18. Monsoon 19. Forever Now |

## Dates
| Date                     | Ville             | Pays               | Salle                      | Langue   | Affluence      | Revenu    |
| Part 1 : Europe          |                   |                    |                            |          |                |           |
| 22 février 2010          | Esch-sur-Alzette  | Luxembourg         | Rockhal                    | Allemand | N/A            | N/A       |
| 23 février 2010          | Rotterdam         | Pays-Bas           | Rotterdam Ahoy             | Anglais  | 4,079 / 9,547  | 197 317 $ |
| 25 février 2010          | Bruxelles         | Belgique           | Forest National            | Anglais  | 5,705 / 8,000  | 293 691 $ |
| 26 février 2010          | Oberhausen        | Allemagne          | König Pilsener Arena       | Allemand | N/A            | N/A       |
| 28 février 2010          | Hambourg          | Allemagne          | Color Line Arena           | Allemand | 8,702 / 10,955 | 354 741 $ |
| 1er mars 2010            | Copenhague        | Danemark           | Forum Copenhagen           | Allemand | N/A            | N/A       |
| 3 mars 2010              | Oslo              | Norvège            | ValHall                    | Anglais  | 3,656 / 12,800 | 269 603 $ |
| 4 mars 2010              | Stockholm         | Suède              | The Globe                  | Anglais  | 5,255 / 9,300  | 301 204 $ |
| 5 mars 2010              | Göteborg          | Suède              | Scandinavium               | Anglais  | 3,515 / 7,200  | 194 003 $ |
| 7 mars 2010              | Helsinki          | Finlande           | Hartwall Arena             | Allemand | N/A            | N/A       |
| 8 mars 2010              | Saint-Pétersbourg | Russie             | Icehall                    | Allemand | N/A            | N/A       |
| 10 mars 2010             | Moscou            | Russie             | Stade Loujniki             | Allemand | N/A            | N/A       |
| 14 mars 2010             | Łódź              | Pologne            | Atlas Arena                | Allemand | N/A            | N/A       |
| 15 mars 2010             | Prague            | République tchèque | Tesla Arena                | Allemand | N/A            | N/A       |
| 17 mars 2010             | Lille             | France             | Zénith de Lille            | Allemand | 2,956 / 6,630  | 149 257 $ |
| 18 mars 2010             | Lyon              | France             | Halle Tony-Garnier         | Allemand | 2,965 / 10,000 | 141 312 $ |
| 20 mars 2010             | Nantes            | France             | Zénith de Nantes Métropole | Allemand | 3,355 / 7,845  | 167 070 $ |
| 22 mars 2010             | Nice              | France             | Palais Nikaïa              | Allemand | N/A            | N/A       |
| 23 mars 2010             | Marseille         | France             | Le Dôme                    | Allemand | 2,341 / 7,200  | 118 345 $ |
| 25 mars 2010             | Turin             | Italie             | Pala Torino                | Anglais  | 3,102 / 5,000  | 150 161 $ |
| 26 mars 2010             | Padoue            | Italie             | Palasport                  | Anglais  | 5,236 / 5,500  | 240 264 $ |
| 28 mars 2010             | Belgrade          | Serbie             | Belgrade Arena             | Anglais  | N/A            | N/A       |
| 30 mars 2010             | Vienne            | Autriche           | Stadthalle                 | Allemand | N/A            | N/A       |
| 31 mars 2010             | Zurich            | Suisse             | Hallenstadion              | Allemand | N/A            | N/A       |
| 2 avril 2010             | Toulouse          | France             | Zénith de Toulouse         | Allemand | N/A            | N/A       |
| 3 avril 2010             | Genève            | Suisse             | Palexpo                    | Allemand | N/A            | N/A       |
| 5 avril 2010             | Barcelone         | Espagne            | Palau St Jordi             | Anglais  | N/A            | N/A       |
| 6 avril 2010             | Madrid            | Espagne            | Palais des sports          | Anglais  | N/A            | N/A       |
| 7 avril 2010             | Lisbonne          | Portugal           | Altice Arena               | Anglais  | N/A            | N/A       |
| 11 avril 2010            | Rome              | Italie             | PalaLottomatica            | Anglais  | 8,014 / 8,200  | 395 433 $ |
| 12 avril 2010            | Milan             | Italie             | Mediolanum Forum           | Anglais  | 7,824 / 9,000  | 351 651 $ |
| 14 avril 2010            | Paris             | France             | Bercy                      | Allemand | 9,659 / 16,206 | 521 494 $ |
| Part 2 : Asie            |                   |                    |                            |          |                |           |
| 1er mai 2010             | Kuala Lumpur      | Malaisie           | E.C. with Tokio Hotel      | Anglais  | N/A            | N/A       |
| 3 mai 2010               | Taipei            | Taïwan             |                            | Anglais  | N/A            | N/A       |
| 4 mai 2010               | Taipei            | Taïwan             | Audi Fashion Show Festival | Anglais  | N/A            | N/A       |
| 31 juillet 2010          | Kuala Lumpur      | Malaisie           | MTV World Stage            | Anglais  | N/A            | N/A       |
| 3 août 2010              | Singapour         | Singapour          | Singfest Festival          | Anglais  | N/A            | N/A       |
| Part 3 : Amérique du Sud |                   |                    |                            |          |                |           |
| 23 novembre 2010         | São Paulo         | Brésil             | Via Funchal                | Anglais  | 3,532 / 5,000  | $383,905  |
| 25 novembre 2010         | Lima              | Pérou              | Jockey Club                | Anglais  | N/A            | N/A       |
| 28 novembre 2010         | Santiago          | Chili              | Movistar Arena             | Anglais  | N/A            | N/A       |
| 2 décembre 2010          | Mexico            | Mexique            | El Palacio de los Deportes | Anglais  | N/A            | N/A       |
| Part 4 : Japon           |                   |                    |                            |          |                |           |
| 15 décembre 2010         | Tokyo             | Japon              | Akasaka BLITZ              | Anglais  | N/A            | N/A       |
| 24 juin 2011             | Tokyo             | Japon              | Audi A1 Acoustic Showcase  | Anglais  | N/A            | N/A       |
| 25 juin 2011             | Tokyo             | Japon              | MTV Video Music Aid Japan  | Anglais  | N/A            | N/A       |

## Musiciens
- Bill Kaulitz (chant)
- Tom Kaulitz (guitare-synthétiseur-piano)
- Georg Listing (basse-synthétiseur)
- Gustav Schäfer (batterie)